# Billy Bathgate
Billy Bathgate (bra: Billy Bathgate - O Mundo a Seus Pés; prt: Billy Bathgate) é um filme de 1991 dirigido por Robert Benton. Foi baseado no romance homônimo de E. L. Doctorow. É estrelado por Dustin Hoffman, Nicole Kidman, Loren Dean, Steve Buscemi e Bruce Willis.

## Sinopse
Billy Bathgate é apenas um jovem criminoso em meio às máfias dos anos 20 e 30 nos Estados Unidos, pelo menos até conhecer Dutch Schultz e se associar à sua gangue. Impressionando os mais novos, Billy fica cada vez mais próximo de seu chefe, e chega a se tornar seu braço-direito, porém, ele está num mundo onde riqueza e fortuna vivem lado a lado com o perigo e a morte.[carece de fontes?]

## Elenco
- Dustin Hoffman.... Dwight Schultz
- Nicole Kidman.... Drew Preston
- Loren Dean.... Bill Bathgate
- Bruce Willis.... Bo Weinberg
- Steven Hill.... Otto Berman
- Stanley Tucci.... Lucky Luciano
- Mike Starr.... Julie Martin
- Steve Buscemi.... Irving

## Recepção
O público pesquisado pelo CinemaScore deu ao filme uma nota média de "C+" em uma escala de A+ a F.
No agregador de críticas Rotten Tomatoes, na pontuação onde a equipe do site categoriza as opiniões da grande mídia e da mídia independente apenas como positivas ou negativas, o filme tem um índice de aprovação de 36% calculado com base em 25 comentários dos críticos. Por comparação, com as mesmas opiniões sendo calculadas usando uma média aritmética ponderada, a nota alcançada é 5/10.
A equipe da Variety disee que "esse drama refinado e inteligente sobre bandidos agrada consideravelmente (...) mas tem pouco impacto (...) o que não é exatamente como deveria ser com filmes de gângsteres".